# Lu Wenyu
Lu Wenyu (Chinees: >陆文宇) is een Chinese architect en medeoprichter met haar man Wang Shu, van het bureau Amateur Architecture Studio. Ze kozen voor de naam als een tegenhanger van de "professionele, zielloze architectuur" uitgevoerd in het hedendaagse China, welke volgens hen heeft bijgedragen aan de sloop op grote schaal van de vele oude stadsbuurten.

## Prijzen
In 2010 wonnen Lu Wenyu en haar man en zakenpartner Wang Shu samen de Duitse Schelling Architecture Prize.
In 2012 won Wang Shu de Pritzker Prize voor het werk dat het duo had gerealiseerd met Amateur Architecture Studio. In een Interview met de Los Angeles Times uitte Wang Shu zijn sentiment over het feit dat Lu verdiende de Pitzker Prize met hem te delen.